# زوئه مقدس

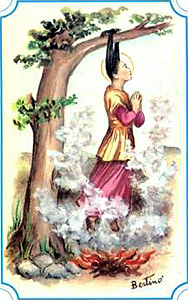
زوئه مقدس

زوئه قدیسه یا سانتا زوئه (درگذشتهٔ پیرامون ۲۸۶ میلادی) یکی از قدیسه‌های شهید کلیسای کاتولیک روم است. او در دوران امپراتور دیوکلتیان می‌زیست و توسط سباستیان قدیس به مسیحیت گروید اما در نهایت دستگیر و اعدام شد. روز پنجم ژوئیه در تقویم قدیسین به نام او نامگذاری شده است.

## زندگینامه
بنا بر روایاتی زوئه همسر نیکوستراتوس، از صاحب‌منصبان بلندمرتبهٔ رومی بود که در نیمهٔ دوم سدهٔ سوم میلادی در رم می‌زیست. او برای ۶ سال قدرت تکلمش را از دست داد و درمانی برای این مشکل او یافت نشد. یک روز او شوهرش را در زندانی که مسیحیان را در آن نگهداری می‌کردند همراهی می‌نمود که با سباستیان قدیس مواجه شد. ناگهان نوری الهی بر سر سباستیان تابیدن گرفت و در تمام زندان پخش گردید. زوئه در برابر سباستیان زانو زد و او با یاری‌خواستن از خدا زوئه را درمان نمود.
با مشاهدهٔ این معجزه زوئه و همسرش همراه با دیگر بت‌پرستانی که شاهد این رویداد بودند به مسیحیت گرویدند. او بعدتر به راز و نیاز در آرامگاه پطرس قدیس مشغول گردید اما پرتورین‌ها او را پیدا کرده، دستگیر و به زندان افکندند.
سرانجام زوئه را در ژوئیهٔ ۲۸۶ یا در همین حدود از موهایش از درختی آویزان کرده و در زیر پایش آتشی روشن کردند که بر اثر خفگی ناشی از تنفس دود آن کشته شد. جسد او در باسیلیکای سانتا پراسِدِه در رم نگاهداری می‌شود.